# Evergestis lambessalis
Evergestis lambessalis là một loài bướm đêm trong họ Crambidae.